# Cristiano Holtz
Cristiano Holtz, né en 1972 au Brésil, est un claveciniste classique brésilien.

## Biographie
Cristiano Holtz, né en 1972 au Brésil, s'initie au clavecin dès l'âge de douze ans avec Pedro Personne puis, à quinze ans, il se rend aux Pays-Bas afin d'approfondir ses études avec Jacques Ogg. Il y demeure dix années au cours desquelles il est également élève de Gustav Leonhardt ; il suit des master classes avec Miklós Spányi (clavicordiste) et Pierre Hantaï (claveciniste).
Depuis 1989, Cristiano Holtz joue le plus souvent en tant que soliste à travers l'Europe, l'Amérique latine et l'Asie, dans plusieurs festivals internationaux et donne des master classes au Portugal, Brésil et Singapour. Outre le clavier et le clavicorde, il donne aussi des récitals sur des orgues historiques. Il enregistre fréquemment pour la radio et la télévision brésilienne et portugaise.
Il réside à Lisbonne où il enseigne à l'Institut Grégorien et au Conservatoire national de Musique. Il est également responsable de la maintenance de quelques instruments de clavier historiques et de l'organisation de récitals au Musée portugais de musique.

## Prix et distinctions
- 1996 : prix à l'Eldorado Competition de São Paulo.
- 2006 : prix de la Deutschen SchallplattenKritik (critique discographique allemande).
  - 5 Stars Goldberg Magazine (Grande-Bretagne, Espagne) pour son disque consacré au compositeur Johann Mattheson (Ramée) en première mondiale.
- 2011 : Record Geijutsu Award (Japon) pour son disque consacré à Georg Friedrich Haendel.

## Discographie
- Inventions et Sinfonies de Bach, joué sur un clavecin (Hortus).
- Domenico Scarlatti Sonates & Fandango (2016, Hortus 129)[2],[3].